# الیویه کمن
الیویه کمن (انگلیسی: Olivier Kemen؛ زادهٔ ۲۰ ژوئیهٔ ۱۹۹۶) بازیکن فوتبال اهل فرانسه است.
از باشگاه‌هایی که در آن بازی کرده‌است می‌توان به باشگاه فوتبال المپیک لیون اشاره کرد.
وی همچنین در تیم‌های ملی فوتبال France national under-16 football team، زیر ۱۷ سال فرانسه، زیر ۱۸ سال فرانسه، زیر ۱۹ سال فرانسه، و زیر ۲۰ سال فرانسه بازی کرده‌است.